# Trichophysetis fulvifusalis
Trichophysetis fulvifusalis là một loài bướm đêm trong họ Crambidae.